# Supermarine S.4
Supermarine S.4 byl britský jednomotorový jednomístný závodní plovákový letoun z 20. let 20. století, který byl postaven společností Supermarine pro leteckou soutěž o Schneiderův pohár v roce 1925. Ještě před zahájením soutěže letoun havaroval a byl zničen.

## Konstrukce
S.4 byl středoplošný hydroplán s nevyztuženým konzolovým křídlem a poloskořepinovým trupem poháněným speciálně vyvinutou verzí pístového motoru Napier Lion s výkonem 680 koní. Byl vyroben primárně ze dřeva. Jeho jednodílné nevyztužené křídlo mělo dva nosníky se smrkovými pásnicemi a překližkovými stojinami. Bylo potaženo překližkou. Do spodní plochy křídla byly zasazeny chladiče značky Lamblin. Trup měl povrch z diagonálně kladených smrkových prken přes překližkové tvarovky. Plováky byly připojeny k letounu pomocí dvojice ocelových rámů ve tvaru písmene A.

## Vznik a vývoj
Supermarine S.4 byl navržen leteckým konstruktérem R. J. Mitchellem pro závod o Schneiderův pohár v roce 1925. Byl jako první letoun účastnící se této soutěže podpořen britskou vládou, která souhlasila s nákupem letadla, pokud společnosti Supermarine a Napier pokryjí počáteční náklady na vývoj a konstrukci. Společnost Supermarine postavila letoun S.4 ve Woolstonu. 
S.4 vznikl jako výjimečně aerodynamicky „čisté“ letadlo, jehož návrh byl ve výrazném kontrastu s dvouplošnými létajícími čluny Supermarine Sea Lion, které Mitchell navrhl pro předchozí ročníky závodu. Letoun Sea Lion vyhrál v roce 1922. A další letoun Sea Lion III získal třetí místo za americkými hydroplány Curtiss CR v roce 1923.

## Operační historie
S.4 byla ministerstvem letectví přidělena civilní registraci G-EBLP a sériové číslo N197. Letoun, ale létal jen se závodním označením s číslem 4. S.4 poprvé vzlétl 24. srpna 1925. V literatuře se lze také setkat s datumem 25. srpna 1925.  13. září 1925 na Southampton Water zvýšil světový rychlostní rekord hydroplánu (a britský rychlostní rekord) na 226,752 mph (365,071 km/h).   S velkou nadějí na britské vítězství byl S.4 spolu se dvěma dvouplošníky Gloster III odeslán do Spojených států amerických na závod v roce 1925. Během zkoušek v Bay Shore Park u města Baltimore dne 23. října 1925 bylo vidět, jak pilot Henri C. Biard ztratil výšku z 200 stop (61 m) a letoun byl zničen. Biard, který přežil se dvěma zlomenými žebry, uvedl, že ztratil kontrolu po prudkých vibracích křídla. Závod vyhrál o dva dny později poručík James Doolittle, letící na Curtiss R3C průměrnou rychlostí 374,443 km/h (232,573 mph). Překonal tak světový rekord letounu S.4 z předchozího měsíce.  Většina zdrojů uvádí, že nehoda byla způsobena třepotáním křídla.

## Kulturní odkazy
O letounu S.4 se dochovalo velmi málo filmových a fotografických dat. Pět minut záznamu se nachází ve filmu Leslieho Howarda The First of the Few  (1942, v USA vydáno jako Spitfire), ve kterém Leslie Howard a David Niven hrají. V celovečerním filmu jsou zachyceny kresby a archivní záběry stavby letadla, prvního vzletu a letu.

## Specifikace
Technické údaje
- Posádka: 1
- Délka: 8,122 m (26,65 ft)
- Rozpětí: 9,335 m (30,63 ft)
- Výška: 3,5751 m (11,729 ft)
- Plocha křídla: 12,9 m2 (139 sq ft)
- Prázdná hmotnost: 1 179 kg (2 599 lb)
- Vzletová hmotnost: 1 447 kg (3 190 lb)

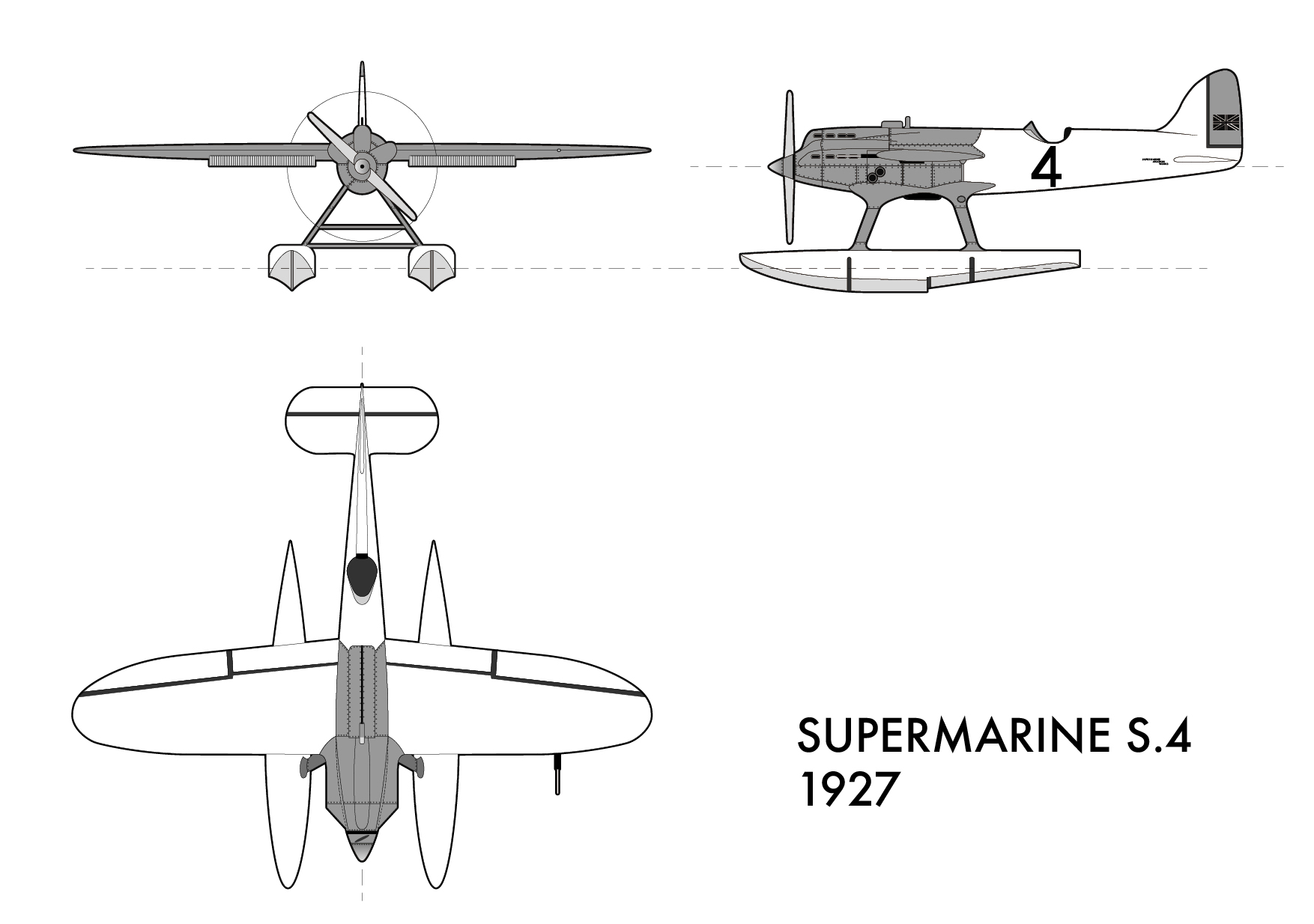
Supermarine S.4

- Pohonná jednotka: 1 × Napier Lion VII W-12 kapalinou chlazený pístový motor, 510 kW (693 k) při 2 000 otáčkách za minutu
- Vrtule: 2-listá pevná vrtule

Výkony
- Maximální rychlost: 385 km/h (239 mph) [6]
- Zatížení křídla:  110 kg/m2 (23 lb/sq ft)